# Суансес
Суансес (ісп. Suances) — муніципалітет в Іспанії, у складі автономної спільноти Кантабрія. Населення — 8229 осіб (2009).
Муніципалітет розташований на відстані близько 340 км на північ від Мадрида, 19 км на захід від Сантандера.
На території муніципалітету розташовані такі населені пункти: Кортігера, Інохедо, Онгайо, Пуенте-Авіос, Суансес (адміністративний центр), Тагле.

## Демографія
Динаміка населення (INE ):

## Галерея зображень

Розташування муніципалітету
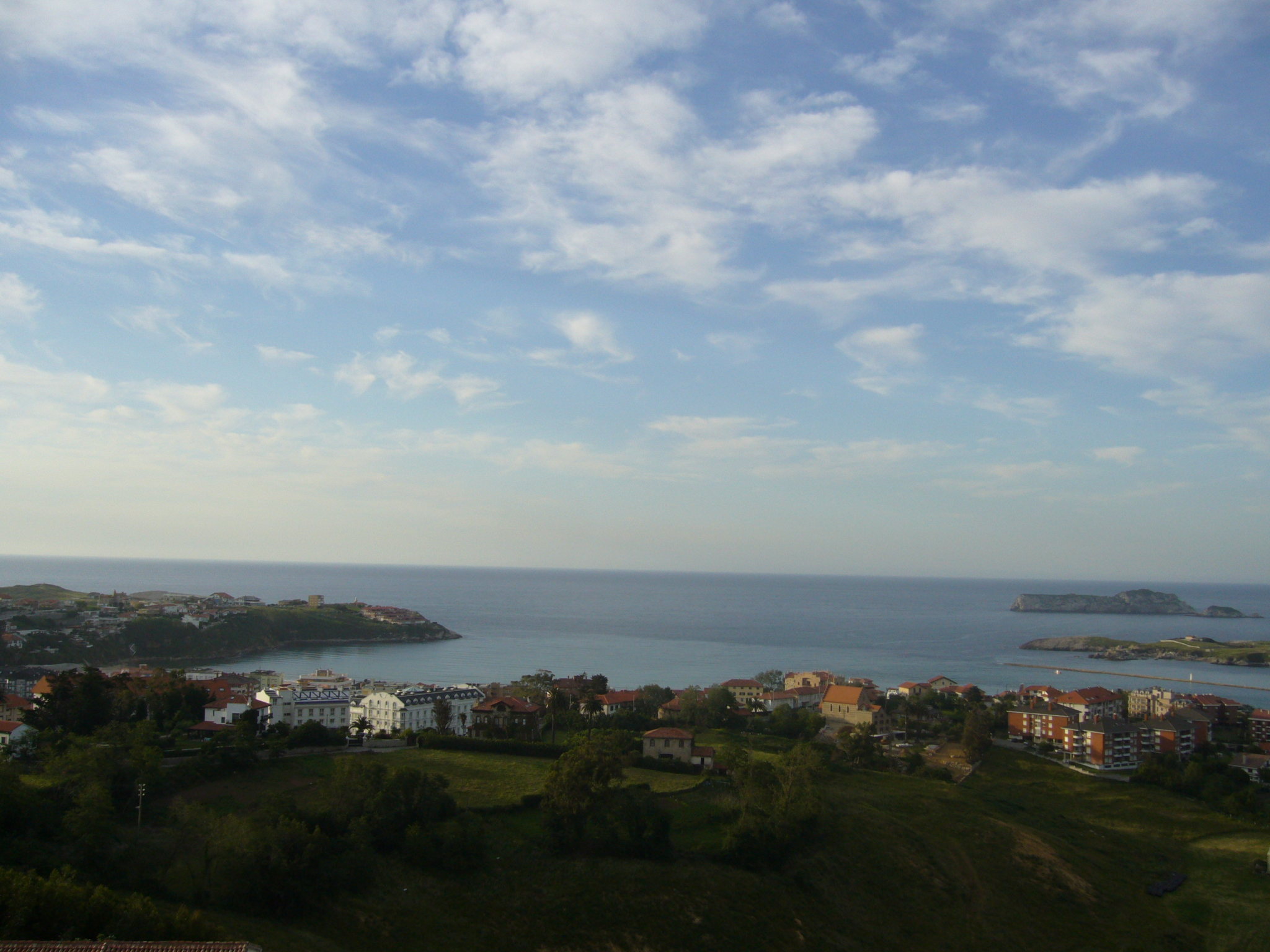
Суансес
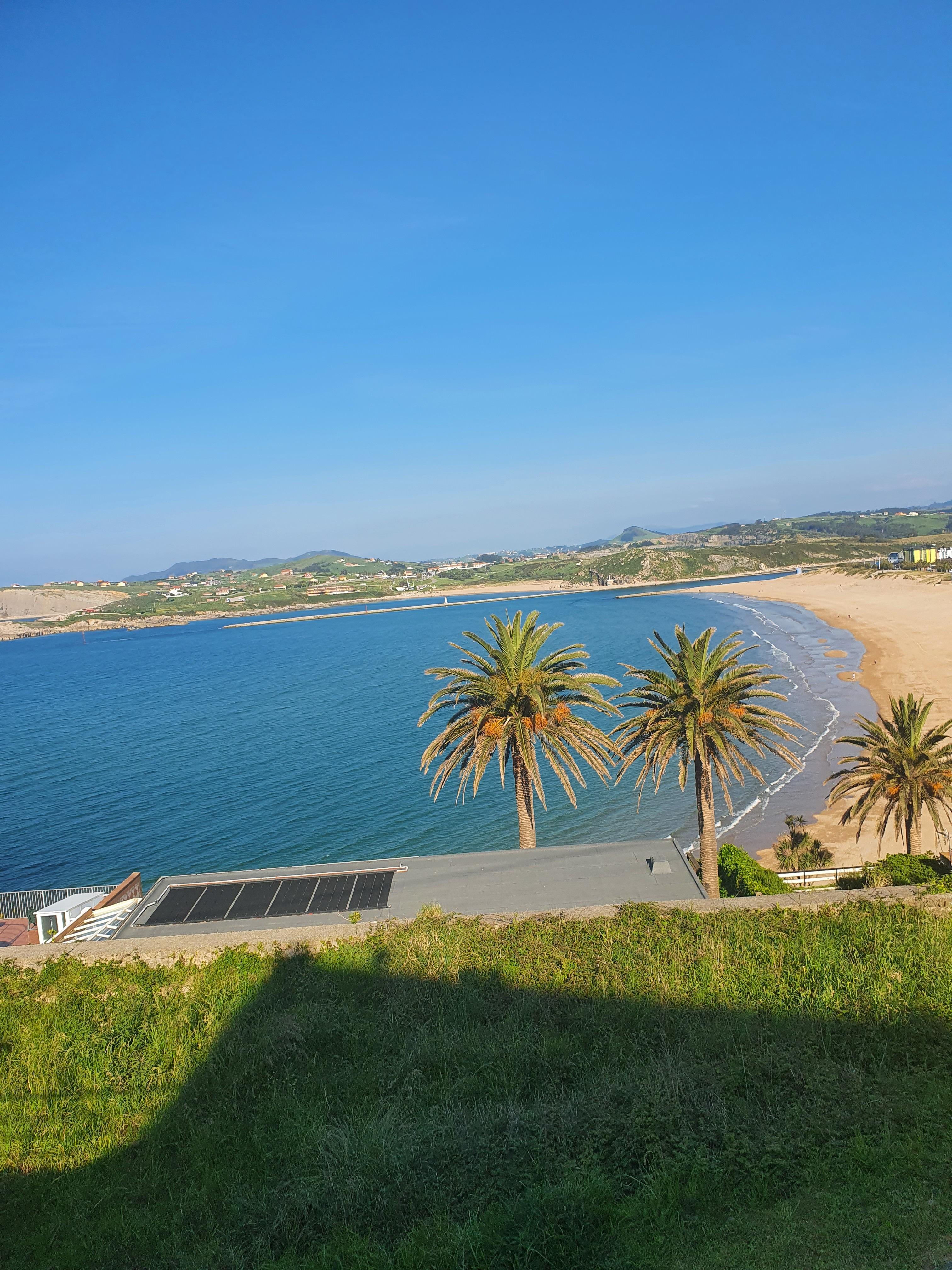
Пляж де ля Конча в Суансесі